# نور جاویدان (فیلم ۱۹۷۹)
نور جاویدان (به هندی: Amar Deep) فیلمی محصول سال ۱۹۷۹ و به کارگردانی آر. کریشنامورتی و کی. ویجایان است. در این فیلم بازیگرانی همچون راجش خانا، وینود مهرا، شبانه اعظمی، دون ورما، بیندو، روپش کومار، ای. کی. هانگال، میتون چاکرابورتی، آشوک کومار و ساویتری ایفای نقش کرده‌اند.